# FK Krasnoznamiensk
FK Krasnoznamiensk (ros. Футбольный клуб «Краснознаменск», Futbolnyj Kłub "Krasnoznamiensk") – rosyjski klub piłkarski z siedzibą w mieście Krasnoznamiensk, w obwodzie moskiewskim.

## Historia
Chronologia nazw:
- 1992—1994: Interros Moskwa (ros. «Интеррос» Москва)
- 1994: Tiechinwiest-M Moskowskij (ros. «Техинвест-М» Московский)
- 1995: Moskowskij-Sielatino Sielatino (ros. «Московский-Селятино» Селятино)
- 1996—1997: MCzS Sielatino (ros. МЧС-«Селятино» Селятино)
- 1998: Krasnoznamiensk-Sielatino Krasnoznamiensk (ros. «Краснознаменск-Селятино» Краснознаменск)
- 1999—...: FK Krasnoznamiensk (ros. ФК «Краснознаменск»)

Piłkarska drużyna Interros Moskwa została założona w mieście Moskwa w 1992. W 1992 zespół debiutował w Wtoroj lidze, strefie 3, w której zajął 3. miejsce i awansował do Pierwoj ligi, Grupy centralnej. W 1993 klub zdobył brązowe medale Pierwoj ligi. Ale już w 1994 klub z powodów finansowych opuścił główny sponsor firma Interros, dlatego przeniósł się do podmoskiewskiej miejscowości Moskowskij i zmienił nazwę na Tiechinwiest-M Moskowskij. Ale takie zmiany nie uratowały klub od spadku - ostatnie 22. miejsce w lidze i spadek do Trietjej ligi. W latach 1995–1997 klub reprezentował osiedle typu miejskiego Sielatino i występował w Wtoroj lidze, grupie zachodniej. Od 1998 klub reprezentuje miasto Krasnoznamiensk i nazywa się FK Krasnoznamiensk. Po sezonie 2002 klub opuścił Wtoroj diwizion, grupę zachodniej i pożegnał się z rozgrywkami na poziomie profesjonalnym.

## Sukcesy
- 3. miejsce w Pierwoj lidze, Grupie centralnej:

1993
- 1/16 finału Pucharu Rosji:

1997/98